# Microstylum braunsi
Microstylum braunsi är en tvåvingeart som beskrevs av Engel 1932. Microstylum braunsi ingår i släktet Microstylum och familjen rovflugor. Inga underarter finns listade i Catalogue of Life.